# 해병대 항공단
해병대 항공단(海兵隊航空團, R.O.K Marine Aircraft Group)은 2021년 12월 1일에 재창설된 대한민국 해병대의 단급 항공대이다.

## 역사
해병대는 한국 전쟁을 겪으며 항공 전력의 중요성을 체감하여 휴전 이후 항공대가 포함된 상륙사단 창설을 계획하고, 1958년 3월 1일 제1상륙사단 항공관측대 창설을 시작으로 1973년까지 항공기 23대와 항공인력 125명을 양성하며 전력을 키워나갔다.
해병대 항공부대는 전군 최초의 해외파병 항공부대로 베트남 전쟁에 참전하기도 했다. 최초 전투파병 부대인 해병대 청룡부대에 항공대가 편성되어 1965년 10월부터 1971년 12월까지 정찰, 함포 유도, 전단살포, 항공화력지원 등의 임무를 수행하며 약 450여회 1,537시간의 비행기록을 남겼다.
이후 해병대 항공부대는 1973년 해병대사령부 해체 이후 해군으로 통합되었으나, 해병대 조종사 재탄생(2008년), 해병대 항공병과 재창설(2014년), 상륙기동헬기 마린온(MUH-1) 1·2호기 인수(2018년) 등 해병대 항공부대 재창설 준비를 시작했다.
2021년 12월 1일, 해병대사령관의 주관으로 해병대 항공단이 재창설됨으로써 해병대 항공부대가 48년만에 부활하였다. 창설식에는 주한 미국 해병대 사령관, 인도네시아 무관 등이 참석하였다.

## 편제[3]
- 3개 비행대대
  - 기동헬기 2개 대대
  - 공격헬기 1개 대대
- 관제대
- 정비대

## 역대 지휘관
- 초대: 대령 지은구 (해사 46기), 2021년 12월 1일 ~ 2022년 10월 4일
- 제2대: 대령 김수용 (해병대 사관 81기), 2022년 10월 4일 ~ 현직